# رابرت مک‌فادن
رابرت مک‌فادن (انگلیسی: Robert D. McFadden؛ زادهٔ ۱۱ فوریهٔ ۱۹۳۷) روزنامه‌نگار اهل ایالات متحده آمریکا است. وی از ۱۹۶۱ خبرنگار روزنامه نیویورک تایمز بوده‌است. مک‌فادن در ۱۹۹۶ برنده جایزه پولیتزر شد.

## زندگی‌نامه
مک‌فادن در میلواکی، ویسکانسین متولد شد و در شیکاگو و در شهر کوچک کومبرلند، ویسکانسین رشد کرد. او در دانشگاه ویسکانسین در او کلر تحصیل کرد و در ۱۹۶۰ با مدرک کارشناسی از دانشکده روزنامه‌نگاری دانشگاه ویسکانسین-مدیسن فارغ‌التحصیل شد. رابرت در ۱۹۶۱ به شهر نیویورک نقل مکان کرد و هدف و آرزویش کار کردن با یک روزنامه بود، به همین منظور به زودی به استخدام نیویورک تایمز درآمد. سبک نوشتاری و ادبی او، همچنین پایبندی‌اش به اصول خبرنگاری و توانایی خستگی ناپذیر او در «شکست دادن ضرب‌الاجل» باعث افتخارات وی به عنوان یک نویسنده و خبرنگار موفق شد، رابرت از آن زمان جوایز زیادی به دلیل برتری‌اش در حرفه خبرنگاری کسب کرده‌است. مک‌فادن با قریب به ۵۰ سال سابقه کار در نیویورک تایمز، نویسنده مشهور و ارشد این روزنامه به‌شمار می‌رود. در ۱۹۹۶ مک‌فادن با نگارش مقاله «شکست دادن ضرب الاجل» در (۱۹۹۵) برنده جایزه سالانه پولیتزر شد.

## زندگی‌حرفه‌ای
از ۱۹۵۷ تا ۱۹۵۸، مک فادن خبرنگار روزنامه ویسکانسین راپیدز دیلی تریبون بود. وی از سال ۱۹۵۸تا ۱۹۵۹ خبرنگار مجله ایالتی ویسکانسین در مدیسون بود و پس از فارغ‌التحصیل شدن از دانشگاه در سینسیناتی اینکوائر مشغول به کار شد. در ۱۹۶۱ به استخدام نیویورک تایمز درآمد. رابرت برای پنج دهه به عنوان خبرنگار و ویراستار نیویورک تایمز در سمت خود باقی ماند. مقالات وی طیف گسترده‌ای از موضوعات از جمله سقوط هواپیما، طوفان، اعتصاب، خاموشی، امور دولت، بهداشت، جرم، حمل و نقل، سیاست، آموزش، محیط زیست و رسانه‌های جمعی را پوشش داده‌است.

## جوایز و افتخارات
مک فادن برنده ۱۷ جایزه مهم روزنامه‌نگاری و ۸ جایزه ناشر نیویورک تایمز شده‌است. او همچنین در ژانویه ۱۹۹۰ به عنوان نویسنده ارشد انتخاب شد.
- جایزه بای‌لاین مربوط به باشگاه خبرنگاران نیویورک برای گزارش خبری اسپات در ۱۹۷۳، ۱۹۷۴، ۱۹۸۰، ۱۹۸۷ و ۱۹۸۹.
- جایزه صفحه یک انجمن صنفی روزنامه نیویورک برای گزارشگری محلی.
- جایزه پیتر کیس از انجمن سیلوریان نیویورک.
- جایزه صدراعظم دانشگاه ویسکانسین برای خدمات برجسته او در روزنامه‌نگاری و ارتباطات جمعی.

## فهرست کتاب‌ها
- مک فادن، رابرت (۱۹۸۱). مخفیگاه ممنوع: نیویورک تایمز در داخل گزارش از بحران گروگانگیری. نیویورک: کتابهای تایمز. شابک ۹۷۸-۰-۸۱۲۹-۰۹۸۰-۷.
- مک فادن، رابرت (۱۹۹۰). خشم: داستان پشت حقه‌بازی تاوانا براولی. نیویورک: انتشارات بانتام. شابک ۹۷۸-۰-۵۵۳-۰۵۷۵۶-۰.